# Рамзен (Палатинат)
Рамзен (њем. Ramsen) општина је у њемачкој савезној држави Рајна-Палатинат. Једно је од 81 општинског средишта округа Донерсберг. Према процјени из 2010. у општини је живјело 1.765 становника. Посједује регионалну шифру (AGS) 7333060.

## Географски и демографски подаци
Рамзен се налази у савезној држави Рајна-Палатинат у округу Донерсберг. Општина се налази на надморској висини од 288 метара. Површина општине износи 27,1 km². У самом мјесту је, према процјени из 2010. године, живјело 1.765 становника. Просјечна густина становништва износи 65 становника/km².